# شركة فوتون للسيارات
شركة فوتون للسيارات هي شركة صينية تصمم وتصنع الشاحنات والحافلات والسيارات والآلات الزراعية. ويقع مقرها الرئيسي في تشانغبينغ، شمال العاصمة الصينية بكين. وهي شركة تابعة لمجموعة بيك الصينية، ولدى شركة فوتون مصانع للإنتاج ومركز الأبحاث والتطوير. كما تم افتتاح عدد من مراكز البحوث والتطوير في الخارج، في كل من اليابان وتايوان والفلبين.

## وصلات خارجية
- الموقع الإلكتروني